# 明石市立大久保小学校
明石市立大久保小学校（あかししりつ おおくぼしょうがっこう）は、兵庫県明石市大久保町大久保町（おおくぼちょう おおくぼまち）にある公立小学校。
2022年度（令和4年度）現在の児童数は1,205名。

## 沿革
- 1877年（明治10年）1月15日 - 大久保町静修小学校と大窪村明善小学校を合併し大久保小学校創立[2]。
- 1885年（明治18年）2月28日 - 現在地に移る。
- 1887年（明治20年）4月1日 - 大久保尋常小学校と改称。
- 1908年（明治41年）4月1日 - 明石郡大久保村立尋常高等小学校と改称。
- 1941年（昭和16年）4月1日 - 国民学校令により大久保国民学校と改称。
- 1947年（昭和22年）4月1日 - 学制改革により兵庫県明石郡大久保小学校と改称。
- 1951年（昭和26年）1月10日 - 明石郡大久保町と明石市が合併に伴い、明石市立大久保小学校と改称。
- 1951年（昭和26年）4月1日 - 谷八木小学校新設により、校区変更。
- 1953年（昭和28年）4月1日 - 山手小学校新設により、校区変更。
- 1999年（平成11年）4月1日 - 大久保南小学校新設により、校区変更。
- 2016年（平成28年）4月1日 - 過大規模対策により校区の一部を大久保南小学校区及び明石市立沢池小学校区に変更。

## 教育目標
- 笑顔あふれる学校、かしこく、まぁるく、すこやかに

## 通学区域
通学区域は以下のとおり。
- 明石市立大久保中学校区：藤江1982-1986、1991番地、大久保町森田の一部、大久保町松陰の一部、大久保町駅前の一部、大久保町大久保町の一部、大久保町大窪の一部
- 明石市立大久保北中学校区：大久保町松陰新田、大久保町松陰の一部、大久保町駅前の一部、大久保町大窪の一部

## 進学先中学校
公立学校の進学先は以下となる
- 明石市立大久保中学校
- 明石市立大久保北中学校

## 校区内の主な施設
- 大久保小コミュニティセンター
- 大久保コミュニティセンター
- 大久保北コミュニティセンター
- 明石クリーンセンター
- 明石中央体育会館
- 大久保市民センター
- 県立明石北高校
- 松陰厚生館
- 石ヶ谷公園

## 交通アクセス
- 西日本旅客鉄道（JR西日本）山陽本線 大久保駅より徒歩8分。

## 著名な出身者
- 妹尾克哉（元プロ野球選手）

## 児童数増加に伴う今後の動き
明石市教育委員会は、明石市立学校通学区域審議会において過大規模対策の検討を行ってきたが、同審議会からの答申などを踏まえ、2016年（平成28年）4月1日から大久保小学校区の一部を明石市立大久保南小学校区及び明石市立沢池小学校区に変更した 。

## 通学区域が隣接している学校
- 明石市立高丘西小学校
- 明石市立高丘東小学校
- 明石市立山手小学校
- 明石市立大久保南小学校
- 明石市立藤江小学校
- 明石市立花園小学校
- 明石市立沢池小学校
- 神戸市立平野小学校
- 神戸市立岩岡小学校